# كارل ساندرز (سياسي)
كارل ساندرز (بالإنجليزية: Carl Sanders) هو محامي وسياسي أمريكي، ولد في 15 مايو 1925 في أوغستا في الولايات المتحدة، وتوفي في 16 نوفمبر 2014 في أتلانتا في الولايات المتحدة. حزبياً، نشط في الحزب الديمقراطي. وقد انتخب عضو مجلس نواب جورجيا وانتخب حاكم جورجيا ‏ (15 يناير 1963 – 11 يناير 1967).